# Címerművészet
A címerművészet vagy gyakorlati heraldika a heraldika egyik részterülete, mely a címerek szabályos megszerkesztésével, megrajzolásával (kiállításával), grafikai vagy plasztikus megszerkesztésével, gyakorlati alkalmazásával, leírásával, historizálásával és címerkritikával foglalkozik.
Névváltozatok:

gyakorlati heraldika, címergyakorlat, a címerábrázolás tan (Áldásy 1.), a címerek kiállítása (Áldásy)

fr: art du blason, art des armoiries, de: Wappenkunst, Heroldskunst, praktische Heraldik, en: art of heraldry, la: ars heroica, ars armoralis, disciplina insignium

Rövidítések
A címerelmélet mellett a heraldika hagyományos felosztásának része. Míg a címerművészet lényegében esztétikai, a címerelmélet jogi tartalommal bír.
A címerművészet a heraldikával együtt jött létre és azon heroldok művelték, akik feladata a címerek megrajzolása volt. Ezért kezdetben ez volt a legfontosabb tevékenység a címerekkel kapcsolatban és a címerelmélet szabályai is a címerek szerkesztésének gyakorlati tapasztalatai és szükségletei nyomán jöttek létre, mely a hanyatló heraldika korában a címerviseléssel kapcsolatos címerjogi előírásokban csúcsosodott ki.

## A címerművészet jellege
A hagyományos felosztásban a heraldika elméleti szabályainak meghatározása a címerek gyakorlati megszerkesztésével foglalkozó címerművészet feladata volt, nem a címerelméleté. A címergyakorlat ezért művészettörténeti, stilisztikai terület mellett egyben a szerkezeti alapú modern axiomatikus szemlélet egyik alappillére is, hiszen magába foglalja a címerleírást és a nevezéktant is, melyek az ilyen módon determinált címerszabályokat hozzák létre.
A címerek mindmáig tartó közkedveltsége a címerművészetnek, a pajzson látható címerábrák dekorativitásának, gyakran meghökkentő és formabontó ábrázolásának, kompozícióinak, valamint egyszerűségének, mutatós színösszetételének köszönhető. A címerművészet ezért a címertan esszenciája.
A heraldika jellegéből adódik, hogy ugyanazon címert számtalan változatban lehet megrajzolni s az mindig ugyanaz a címer marad. A címerfestő tehát a címert a címerleírás alapján a saját tehetsége és stílusa szerint, a heraldika szabályainak megtartása mellett, önállóan megrajzolhatja. Idővel egyes ábrázolási formák állandósulnak és normává válnak a későbbi címerábrázolások számára is.

## A címerművészet története
A címertan a 14. századi első heraldikusok színre lépése után, a 16. századtól, a címerművészetből fejlődött tudománnyá.
A címerek eredeti hadi használata következtében a címerművészet csak a fegyverzet szűk körére terjed ki. A címerviselő felismerésénél főleg a színek játszottak szerepet. Ezért a címertan egyik legfontosabb szabálya a színtörvény lett. A címerek felismerhetősége és megjegyezhetősége is az egyszerűbb címereknek kedvezett, ezért a középkori címerművészetben általában csak egy címerábra és egy borítás szerepelt a pajzson. A címerállatok, mint például az oroszlánok és sasok ábrázolása is egyszerű volt, a fő jellegeik feltüntetésével. Ezek számának növekedésével más megkülönböztető jegyeket is igénybe vettek (például kétfarkú, kétfejű). Kezdetben a nagyobb címerképek csak magukban szerepeltek, a kisebbek többesen. Ha például a hasított pajzs mindkét mezőjére valamilyen címerábrát helyeztek, vétettek a színtörvény ellen. Így jöttek létre a színváltó címerábrák, melyek színe a mezőével ellentétes volt és rendkívül dekoratív újítás volt.
A 13. század végén a rokoni heraldika hatására kezdtek megjelenni az osztott címerek, amikor több címert egyesítettek egy pajzson, valamint feltűntek a különleges osztóvonalak. Ezzel is nagyon mutatós címerábrázolások alakultak ki. Két címert kezdetben nem egy osztott pajzson egyesítettek, hanem egy osztatlan címerben, mint például a türingiai őrgróf oroszlánjának vágása felesége, Árpád-házi Szent Erzsébet ezüst-vörös sávjaival. Két címerábra egyesítésének legkorábbi példája egy pajzson Heraud von Wildon 1195 körüli pecsétje, melynél a pajzsfőben egy közelebbről meg nem határozott lépő állat alatt három tavirózsa levél látható. Ezen újítást kritizálta a 13. század első felében Thomasin von Zerclaere Wälschen Gast című művében, amikor kikelt a hasított sas ellen IV. Ottó császár címerében. Állatok és emberek testrészeiből is alkottak címerképeket. A 13. században kezdtek megjelenni a beszélő címerek, melyek ábrái a címerviselő nevére utalnak. A névre utaló címerábrák új jelképek bevezetését jelentette a címertanba, illetve a már létezők szimbolikus értelmet kaptak.
Ezen a 13. századi alapon egyre újabb kombinációkat alkottak a címerábrákból. A változásokra mindig hatott az adott kor stílusa, ami a 17–18. századra eljutott a címerművészet mélypontjáig. Csak a 19. század közepétől meginduló címertani kutatás adott neki újabb lendületet. Napjaink címerművészete bátran nyúl az újításokhoz. A konzervatív szemléletűnek gondolt angol címerművészet számos új címerképet és színt, borítást vezetett be a 20. században, amivel reagált az olyan társadalmi változásokra, mint az űrkutatás vagy a turizmus.

## A magyar címerművészet jellege
Mátyás király korában az ókori kultúra és művészet felfedezése hatással volt a címerművészetre is. Számos mitologikus lény jelent meg a heraldikában (kiméra, szirén, pegazus stb.). A közönséges címerábrákra is körülményes magyarázatokat adnak (például a hullámos pólyát folyóként magyarázzák) és kialakulnak a címerekhez, valamint a család eredetéhez fűződő legendák. A színek jelentősége is megnőtt.
Mohács után a régi egyszerűséget felváltják a címerábrákkal túlzsúfolt pajzsok, a heraldikától idegen realizmus és naturalizmus, megjelennek a dús sisaktakarók. Előtérbe kerül a dekorativitás. Itáliában kialakulnak a különleges formájú pajzsok, a sarkuknál tekercsszerűen fel vannak csavarodva, mintha papírból lennének. A pajzs neve is kartus, az olasz carta 'papír' szóból. Ebből lett a „cartoccio” 'papírtölcsér', innen lett a francia „cartouche”. Egyre nagyobb szerephez jutnak a kiegészítő címerelemek (rendjelek, címersátrak, -palástok, koronák, pajzstartók, jelmondatok stb.)